# Nylon (banda)
Nylon foi um girl group islandês de música pop formado em 2004 pelas intengrantes Alma Guðmundsdóttir (Reiquiavique, 29 de dezembro de 1984), Steinunn Þóra Camilla Sigurðardóttir (Reiquiavique, 13 de julho de 1984), Klara Ósk Elíasdóttir (Reiquiavique, 27 de novembro de 1985) e Emilía Björg Óskarsdóttir (Reiquiavique, 14 de junho de 1984), que deixou-as em 2007 após o terceiro álbum ser finalizado. O Nylon é considerado o grupo de maior sucesso da Islandia, tendo onze canções em primeiro lugar, de treze singles lançados, na parada oficial da Islandia, colocando ainda os três álbuns de estúdio e o DVD lançados também no topo.
Após o fim do grupo, em 2008, Klara, ALma e Camila formaram um outro trio em 2011, intitulado The Charlies, permanecendo juntas até 2015.

## Discografia

### Álbuns de estúdio
- 2004: 100% Nylon
- 2005: Góðir Hlutir
- 2006: Nylon

### Coleâneas
- 2007: Best Af Nylon

### DVDs
- 2005: Nylon Allstaðar